# Bolesław Knast
Bolesław Knast (ur. 2 sierpnia 1879 w Środzie Wielkopolskiej, zamord. 9 października 1939 w Lesie Szpęgawskim) – polski kupiec, społecznik i polityk, działacz Narodowej Demokracji, poseł RP na Sejm Ustawodawczy. Ofiara niemieckiej zbrodni w Lesie Szpęgawskim.

## Życiorys
Syn kupca Walentego i Antoniny z domu Hedrich (Heydrych). Ukończył Gimnazjum św. Marii Magdaleny w Poznaniu. Po zakończeniu nauki szkolnej pracował jako kupiec bławatny w Wielkopolsce i na Pomorzu. Od 1902 pracował w spółce Kupiec (od 1904 pod nazwą Bazar), która wspomagała Polaków na rynku handlu tkaninami, opanowanym dotychczas przez kupców niemieckich i żydowskich. Knast był jednym z jej koordynatorów, a po kilku latach stał się właścicielem jej pelpińskiej filii. W latach 1908–1913 prezesował Towarzystwu Przemysłowców w Golubiu. Był już wówczas znanym działaczem społecznym oraz Stronnictwa Narodowo-Demokratycznego.
Podczas I wojny światowej został zmobilizowany do armii niemieckiej i walczył na froncie serbsko-macedońskim.
Po zakończeniu działań wojennych i odzyskaniu przez Polskę niepodległości Knast włączył się w prace polskiego samorządu zostając w 1919 kierownikiem sekretariatu oświatowego Powiatowej Rady Ludowej w Pelplinie. W tym też roku został prezesem założonego przez siebie Towarzystwa Kupców Samodzielnych w Pelplinie oraz członkiem innych towarzystw kupieckich na Pomorzu. Zorganizował w mieście straż obywatelską.
W 1920 wybrany posłem na Sejm Ustawodawczy jako reprezentant Pomorza. Należał do Związku Ludowo-Narodowego. Zasiadał w komisjach morskiej (jako jej sekratarz) oraz w komunikacyjnej. Posłem był do końca kadencji w 1922. Nigdy potem nie wchodził już w skład parlamentu.
Po zakończeniu pełnienia mandatu posła prowadził sklep w Pelplinie, który był ówcześnie największym sklepem z tkaninami w mieście oraz pracował jako członek zarządu firmy "Bazar Chrześcijański" we Włocławku i prezes rady nadzorczej Domu Zakupów Bławatników Pomorza w Poznaniu. Nadal angażował się w działalność pomorskich towarzystw kupieckich oraz społecznie w Banku Ludowym, Spółdzielni Budowlanej i bractwie kurkowym. Był także prezesem Rady Miejskiej w Pelplinie oraz radnym Sejmiku Powiatowego w Tczewie (z listy Narodowego Koła Gospodarczego). W 1937 z jego inicjatywy na ziemi przekazanej przez kurię biskupią powstały pierwsze w Pelplinie ogródki działkowe.
We wrześniu 1939 z rodziną opuścił miasto przed wkraczającymi wojskami niemieckimi. Do Pelplina powrócił pod koniec miesiąca. Jego sklep został przejęty przez Niemca, a on sam najpierw przesiedlony, a następnie aresztowany. 9 października 1939 został zamordowany przez Niemców w Lesie Szpęgawskim. Wraz z nim zginął także jego syn Zbigniew.

## Życie prywatne
W 1905 lub w 1906 poślubił Wandę Urbanowicz.

## Upamiętnienie
22 października 2015 Rada Miejska w Pelplinie nazwał jego imieniem targowisko miejskie.